# Eubordeta accrita
Eubordeta accrita là một loài bướm đêm trong họ Geometridae.